# DFB-Pokal 2017/18 (Frauen)
Der DFB-Pokal der Frauen wurde in der Saison 2017/18 zum 38. Mal ausgespielt. Das Finale fand wie seit der Saison 2009/10 im Rheinenergiestadion in Köln statt. Der VfL Wolfsburg besiegte den FC Bayern München mit 3:2 im Elfmeterschießen. Nach Verlängerung stand es 0:0. Die Wolfsburgerinnen konnten ihren Titel damit erfolgreich verteidigen und gewannen zum insgesamt fünften Mal den Pokal.

## Teilnehmende Mannschaften
Automatisch qualifiziert sind die Mannschaften der 1. und 2. Bundesliga der abgelaufenen Spielzeit. Dazu kommen die Aufsteiger in die 2. Bundesliga und die Sieger der 21 Landespokalwettbewerbe. Zweite Mannschaften sind grundsätzlich nicht teilnahmeberechtigt. Gewinnt eine zweite Mannschaft, deren 1. Mannschaft bereits für den DFB-Pokal qualifiziert ist, oder ein Aufsteiger in die 2. Bundesliga, den Landespokal, so rückt der jeweils unterlegene Finalist in den DFB-Pokal nach.
| Bundesliga die 12 Vereine der Saison 2016/17 | 2. Bundesliga 18 der 24 Vereine der Saison 2016/17 1 | Regionalliga Die Zweitliga-Aufsteiger der Regionalliga-Saison 2016/17 2 |
| VfL Wolfsburg (Titelverteidiger) FC Bayern München 1. FFC Turbine Potsdam SC Freiburg 1. FFC Frankfurt SGS Essen TSG 1899 Hoffenheim SC Sand FF USV Jena MSV Duisburg Bayer 04 Leverkusen (II) Borussia Mönchengladbach (II) | 1. FC Union Berlin Arminia Bielefeld Bramfelder SV Werder Bremen (I) BV Cloppenburg TSV Crailsheim FSV Gütersloh 2009 SV Henstedt-Ulzburg Herforder SV Blau-Weiß Hohen Neuendorf 1. FC Köln (I) TSV Schott Mainz SV Meppen 1. FFC 08 Niederkirchen 1. FC Saarbrücken VfL Sindelfingen SV 67 Weinberg FSV Hessen Wetzlar | SG 99 Andernach (II) TV Jahn Delmenhorst (II) |
| Verbandspokale die Landespokalsieger der 21 Landesverbände des DFB | | |
| - Baden TSV Neckarau (IV) - Bayern FFC Wacker München (III) - Berlin BSC Marzahn (III) - Brandenburg FSV Babelsberg 74 (IV) - Bremen ATS Buntentor (III) - Hamburg Hamburger SV (IV) - Hessen TSV Jahn Calden (IV)           | - Mecklenburg-Vorpommern 1. FC Neubrandenburg 04 (III) - Mittelrhein Vorwärts Spoho Köln (IV) - Niederrhein SV Walbeck (IV) - Niedersachsen 3 TSV Limmer (III) - Rheinland 4 SV Holzbach (III) - Saarland 1. FC Riegelsberg (III) - Sachsen 1. FFC Fortuna Dresden (III)                                                | - Sachsen-Anhalt Magdeburger FFC (III) - Schleswig-Holstein Holstein Kiel (III) - Südbaden Hegauer FV (IV) - Südwest SC Siegelbach (III) - Thüringen 5 Weimarer FFC (IV) - Westfalen VfL Bochum (III) - Württemberg SV Alberweiler (III) |
| Ligaebene in Klammern: III = Regionalliga • IV = 4. Liga • V = 5. Liga • VI = 6. Liga | | |

## Modus
Klassentiefere Teams erhalten bis zum Viertelfinale das Heimrecht gegen klassenhöhere zugesprochen. Sollten sich jedoch beide Teams unterhalb der 2. Bundesliga befinden, erfolgt kein Heimrechttausch.

## Termine
Die Spielrunden werden an den folgenden Terminen ausgetragen:
- 1. Runde: 26./27. August 2017 (Auslosung am 12. Juli 2017)
- 2. Runde: 7./8. Oktober 2017 (Auslosung am 28. August 2017)
- Achtelfinale: 3. Dezember 2017 (Auslosung am 29. Oktober 2017)
- Viertelfinale: 13./14. März 2018 (Auslosung am 7. Januar 2018)
- Halbfinale: 15. April 2018 (Auslosung am 19. März 2018)
- Finale: 19. Mai 2018 in Köln

## 1. Runde
Die 21 Spiele wurden am 12. Juli ausgelost. Die besten elf Teams der vergangenen Saison erhielten ein Freilos für diese Runde.
| Datum                      |                               | Ergebnis             |                                |
| -------------------------- | ----------------------------- | -------------------- | ------------------------------ |
| 26. August 2017, 14:00 Uhr | Herforder SV (II)             | 2:3 n. V. (2:2, 0:2) | Arminia Bielefeld (II)         |
| 26. August 2017, 14:00 Uhr | SV Holzbach (III)             | 0:2 (0:1)            | TSV Schott Mainz (II)          |
| 26. August 2017, 17:00 Uhr | SV Alberweiler (III)          | 1:0 (0:0)            | SG 99 Andernach (II)           |
| 26. August 2017, 17:00 Uhr | 1. FC Riegelsberg (III)       | 1:0 (0:0)            | SV Walbeck (IV)                |
| 27. August 2017, 11:00 Uhr | BSC Marzahn (III)             | 1:3 (1:3)            | BV Cloppenburg (II)            |
| 27. August 2017, 11:00 Uhr | SC Siegelbach (III)           | 0:9 (0:3)            | Borussia Mönchengladbach (II)  |
| 27. August 2017, 13:00 Uhr | ATS Buntentor (III)           | 2:5 (1:2)            | FSV Gütersloh 2009 (II)        |
| 27. August 2017, 14:00 Uhr | TSV Jahn Calden (IV)          | 1:2 (1:0)            | Werder Bremen (I)              |
| 27. August 2017, 14:00 Uhr | Magdeburger FFC (III)         | 4:1 (1:1)            | TV Jahn Delmenhorst (II)       |
| 27. August 2017, 14:00 Uhr | TSV Limmer (III)              | 2:1 (1:1)            | Blau-Weiß Hohen Neuendorf (II) |
| 27. August 2017, 14:00 Uhr | Bramfelder SV (III)           | 0:2 (0:0)            | SV Henstedt-Ulzburg (II)       |
| 27. August 2017, 14:00 Uhr | 1. FFC Fortuna Dresden (III)  | 0:0 n.V (3:4 i. E.)  | 1. FC Union Berlin (III)       |
| 27. August 2017, 14:00 Uhr | Holstein Kiel (III)           | 0:5 (0:2)            | SV Meppen (II)                 |
| 27. August 2017, 14:00 Uhr | FSV Babelsberg 74 (IV)        | 2:0 (0:0)            | Weimarer FFC (IV)              |
| 27. August 2017, 14:00 Uhr | 1. FC Neubrandenburg 04 (III) | 2:1 n. V. (0:0, 0:0) | Hamburger SV (IV)              |
| 27. August 2017, 14:00 Uhr | FFC Wacker München (III)      | 0:2 (0:0)            | 1. FC Köln (I)                 |
| 27. August 2017, 14:00 Uhr | FSV Hessen Wetzlar (II)       | 0:4 (0:0)            | 1. FC Saarbrücken (II)         |
| 27. August 2017, 14:00 Uhr | Vorwärts Spoho Köln (IV)      | 1:3 (1:2)            | 1. FFC 08 Niederkirchen (II)   |
| 27. August 2017, 14:00 Uhr | TSV Neckarau (IV)             | 0:1 n. V.            | VfL Sindelfingen (II)          |
| 27. August 2017, 14:00 Uhr | Hegauer FV (IV)               | 4:2 (1:1)            | SV 67 Weinberg (III)           |
| 27. August 2017, 16:00 Uhr | VfL Bochum (III)              | 0:1 (0:0)            | TSV Crailsheim (III)           |

## 2. Runde
In der zweiten Runde stiegen die elf bestplatzierten Mannschaften der Bundesligasaison 2016/17 ein. Die Auslosung erfolgte am 28. August.
| Datum                      |                               | Ergebnis |                               |
| -------------------------- | ----------------------------- | -------- | ----------------------------- |
| 7. Oktober 2017, 15:00 Uhr | SV Alberweiler (III)          | 0:3      | FC Bayern München (I)         |
| 7. Oktober 2017, 16:00 Uhr | TSV Limmer (III)              | 1:6      | Werder Bremen (I)             |
| 7. Oktober 2017, 18:00 Uhr | 1. FC Riegelsberg (III)       | 00:13    | SC Sand (I)                   |
| 8. Oktober 2017, 11:00 Uhr | 1. FC Neubrandenburg 04 (III) | 00:10    | SGS Essen (I)                 |
| 8. Oktober 2017, 11:00 Uhr | FSV Babelsberg 74 (IV)        | 0:9      | SV Meppen (II)                |
| 8. Oktober 2017, 11:00 Uhr | TSV Crailsheim (II)           | 0:2      | 1. FC Köln (I)                |
| 8. Oktober 2017, 14:00 Uhr | Arminia Bielefeld (II)        | 2:1      | MSV Duisburg (I)              |
| 8. Oktober 2017, 14:00 Uhr | Magdeburger FFC (III)         | 0:3      | FF USV Jena (I)               |
| 8. Oktober 2017, 14:00 Uhr | FSV Gütersloh 2009 (II)       | 0:6      | 1. FFC Turbine Potsdam (I)    |
| 8. Oktober 2017, 14:00 Uhr | 1. FC Union Berlin (III)      | 0:6      | VfL Wolfsburg (I)             |
| 8. Oktober 2017, 14:00 Uhr | SV Henstedt-Ulzburg (II)      | 2:6      | BV Cloppenburg (II)           |
| 8. Oktober 2017, 14:00 Uhr | 1. FFC 08 Niederkirchen (II)  | 1:3      | TSG 1899 Hoffenheim (I)       |
| 8. Oktober 2017, 14:00 Uhr | Bayer 04 Leverkusen (II)      | 0:6      | 1. FFC Frankfurt (I)          |
| 8. Oktober 2017, 14:00 Uhr | TSV Schott Mainz (II)         | 0:8      | SC Freiburg (I)               |
| 8. Oktober 2017, 14:00 Uhr | 1. FC Saarbrücken (II)        | 4:1      | Borussia Mönchengladbach (II) |
| 8. Oktober 2017, 14:00 Uhr | Hegauer FV (IV)               | 0:2      | VfL Sindelfingen (II)         |

## Achtelfinale
Das Achtelfinale wurde am 29. Oktober 2017 ausgelost. Als „Losfee“ fungierte der ehemalige Fußballprofi Stefan Effenberg, als Ziehungsleiter DFB-Vizepräsident Peter Frymuth.
Fünf Partien fanden am 3. Dezember 2017 statt, drei Spiele wurden aufgrund von unbespielbaren Plätzen verlegt.
| Datum                        |                         | Ergebnis |                            |
| ---------------------------- | ----------------------- | -------- | -------------------------- |
| 3. Dezember 2017, 13:00 Uhr  | SV Meppen (II)          | 0:4      | FC Bayern München (I)      |
| 3. Dezember 2017, 14:00 Uhr  | Arminia Bielefeld (II)  | 1:2      | 1. FFC Turbine Potsdam (I) |
| 3. Dezember 2017, 14:00 Uhr  | VfL Sindelfingen (II)   | 1:3      | 1. FFC Frankfurt (I)       |
| 3. Dezember 2017, 15:00 Uhr  | 1. FC Köln (I)          | 1:2      | SC Sand (I)                |
| 3. Dezember 2017, 15:30 Uhr  | Werder Bremen (I)       | 0:5      | SGS Essen (I)              |
| 13. Dezember 2017, 14:00 Uhr | 1. FC Saarbrücken (II)  | 1:0      | FF USV Jena (I)            |
| 9. Februar 2018, 18:00 Uhr   | TSG 1899 Hoffenheim (I) | 0:2      | SC Freiburg (I)            |
| 11. Februar 2018, 14:00 Uhr  | BV Cloppenburg (II)     | 0:5      | VfL Wolfsburg (I)          |

## Viertelfinale
Das Viertelfinale wurde am 7. Januar 2018 ausgelost.
| Datum                    |                        | Ergebnis  |                            |
| ------------------------ | ---------------------- | --------- | -------------------------- |
| 13. März 2018, 18:00 Uhr | 1. FC Saarbrücken (II) | 00:15     | FC Bayern München (I)      |
| 13. März 2018, 18:30 Uhr | 1. FFC Frankfurt (I)   | 0:2       | 1. FFC Turbine Potsdam (I) |
| 14. März 2018, 18:00 Uhr | VfL Wolfsburg (I)      | 2:1       | SC Sand (I)                |
| 14. März 2018, 19:00 Uhr | SGS Essen (I)          | 5:2 n. V. | SC Freiburg (I)            |

## Halbfinale
Das Halbfinale wurde am 19. März 2018 ausgelost.
| Datum                     |                       | Ergebnis |                            |
| ------------------------- | --------------------- | -------- | -------------------------- |
| 15. April 2018, 15:15 Uhr | VfL Wolfsburg (I)     | 4:1      | SGS Essen (I)              |
| 15. April 2018, 15:15 Uhr | FC Bayern München (I) | 3:1      | 1. FFC Turbine Potsdam (I) |

## Finale
| Paarung          | Bayern München – VfL Wolfsburg |
| Ergebnis         | 0:0 n. V., 2:3 i. E. |
| Datum            | 19. Mai 2018, 15:00 Uhr |
| Stadion          | Rheinenergiestadion, Köln |
| Zuschauer        | 17.692 |
| Schiedsrichterin | Sandra Stolz (Pritzwalk) |
| Tore             | keine Elfmeterschießen: Almuth Schult hält gegen Melanie Behringer 0:1 Isabel Kerschowski Kristin Demann trifft die Latte Manuela Zinsberger hält gegen Zsanett Jakabfi 1:1 Mandy Islacker Manuela Zinsberger hält gegen Ella Masar Almuth Schult hält gegen Lucie Voňková 1:2 Pernille Harder 2:2 Simone Laudehr 2:3 Caroline Graham Hansen Nilla Fischer mit dem hergezeigten Pokal |
| Bayern München   | Manuela Zinsberger – Leonie Maier, Kristin Demann, Carina Wenninger, Verena Faißt – Melanie Leupolz (99. Simone Laudehr), Melanie Behringer, Sara Däbritz (101. Mandy Islacker), Fridolina Rolfö – Jill Roord (63. Dominika Škorvánková), Nicole Rolser (117. Lucie Voňková) Cheftrainer: Thomas Wörle                                                                                |
| VfL Wolfsburg    | Almuth Schult – Anna Blässe (66. Isabel Kerschowski), Nilla Fischer, Lena Goeßling, Noëlle Maritz – Caroline Graham Hansen, Cláudia Neto (91. Joelle Wedemeyer), Pernille Harder, Sara Björk Gunnarsdóttir, Lara Dickenmann (106. Zsanett Jakabfi) – Ewa Pajor (118. Ella Masar) Cheftrainer: Stephan Lerch                                                                           |
| Gelbe Karten     | Dominika Škorvánková, Leonie Maier – Noëlle Maritz, Sara Björk Gunnarsdóttir, Joelle Wedemeyer, Zsanett Jakabfi |